# Azes II
Azes II è stato probabilmente l'ultimo sovrano indo-scita nella parte settentrionale del subcontinente indiano. Durante il suo regno, tra il 35 e il 12 a.C., subì l'invasione degli indo-parti guidati da re Gondofare .

## Biografia
Azes II è noto soprattutto per le sue monete. Succedette ad Azilis, che regnò solo per poco tempo, nel nord dell'impero. Azes II sembra aver perso la Valle dell'Indo, ma riuscì a conquistare Jalalabad.
L'impero sembra essere stato governato da satrapi. In ogni caso, alla fine del regno di Azes II, i satrapi Jihonika e Rajuvula si resero indipendenti e coniarono le proprie monete.
Ad Azes II è associato anche il reliquiario di Bimaran, una scatola d'oro rotonda (pyxis) decorata con raffigurazioni del Buddha e di altre figure di culto. È stato trovato in uno stupa a Bimaran (vicino a Jalalabad), che all'epoca era già in gran parte distrutto. Nel recipiente di steatite sono state trovate monete di Azes II, il che fornisce un indizio sulla datazione del pezzo. Le raffigurazioni sono tra le più antiche immagini di Buddha conosciute.
Si ipotizzano due sovrani con il nome di Azes, ma si ritiene anche che possa esserci stato un solo sovrano con questo nome.